# Aéroport de Wonsan
L'aéroport de Wonsan (code IATA : WOS • code OACI : ZKWS) (en coréen: 원산공항) est un aéroport militaire et civil situé à Wonsan, dans la province du Kangwon, dans le sud-est de la Corée du Nord . En 2013, une rénovation est décidée afin de permettre l'ouverture de l'aéroport à l'aviation civile. La rénovation est cependant suspendue en juillet 2013 pour raison d'instabilité politique.

## Équipement
L'aéroport de Wonsan est doté d'une piste en asphalte et d'une autre en béton. La piste de direction 16/34 a une longueur de 2 408 mètres, tandis que la piste de direction 02/20 mesure 2 301 mètres. Il existe une dernière piste, d'une longueur de 504 mètres.  

## Situation
L'aéroport se trouve sur une péninsule au sein de la municipalité de Wonsan, sur la côte est de la Corée.
| \| 100 km1:10 733 000 \| Wonsan Kaesong Chongjin Pyongyang Samjiyŏn Sŏndŏk Hamhung-Tŏksan Sinŭiju Haeju |
| 100 km1:10 733 000                                                                                      |

## Histoire

### Guerre de Corée
La division capitale de l'armée de terre de la Corée du Sud capture l'aéroport de Wonsan le 10 octobre 1950. Le site est alors utilisé par le Corps des Marines des États-Unis et par les forces aériennes américaines sous le nom de code K-25. Le 12 octobre, le Cargo Combat Command livre du matériel à la base de Wonsan par avion.
En décembre 1950, les forces des Nations unies font évacuer la ville de Wonsan. Durant tout le blocus de Wonsan (en), l'aéroport reste inutilisable.

### Rénovation de 2013
En juillet 2013, le dirigeant suprême Kim Jong-un donne son autorisation au projet de rénovation de l'aéroport afin d'ouvrir l'établissement à l'aviation civile. Les plans du nouvel aéroport sont établis par la firme chinoise PLT Planning & Architecture. L'agrandissement comprend l'ajout de deux terminaux ovales d'une surface de 36 000 mètres carrés chacun, l'un étant destiné aux vols internes et l'autre aux vols internationaux. Chacun comportera six portes et plusieurs magasins détaxés. Les deux pistes d'atterrissage seront allongées pour atteindre 3 500 mètres. Cette rénovation, d'un coût total de 200 millions de dollars américains, devrait permettre à l'aéroport d'accueillir 1,2 million de visiteurs chaque année.

## Compagnies et destinations
| Compagnies | Destinations      |
| ---------- | ----------------- |
| Air Koryo  | Pyongyang - Sunan |